# Diaphorus flavomaculatus
Diaphorus flavomaculatus är en tvåvingeart som beskrevs av Gabriel Strobl 1909. Diaphorus flavomaculatus ingår i släktet Diaphorus och familjen styltflugor. Inga underarter finns listade i Catalogue of Life.